# Presidencia del Consejo de la Unión Europea
La presidencia del Consejo de la Unión Europea es una responsabilidad institucional y un órgano interno del Consejo de la Unión. La presidencia es desempeñada con carácter rotatorio y en turnos preestablecidos (seis meses/semestre) por un Estado miembro. Para mejorar la eficacia, los Estados colaboran en ternas de Estados miembros, que se suele conocer bajo la denominación de «trío de presidencias».
No existe un único presidente del Consejo, cada formación estará presidida por un ministro distinto del mismo gobierno nacional, dependiendo de que formación interna se convoque. Es por tanto al gobierno del Estado miembro, y no a una persona en concreto, a quien corresponde la responsabilidad de ejercer la presidencia. Solo el Consejo de Asuntos Exteriores, presidido con carácter permanente por el vicepresidente de la Comisión para Asuntos Exteriores, se sustrae al régimen general de la presidencia.

## Funcionamiento
La presidencia, en ocasiones citada incorrectamente como presidencia de la UE, tiene como su responsabilidad primordial organizar y presidir todas las reuniones del Consejo de la Unión Europea. Sin embargo, la elaboración de compromisos capaces de resolver las dificultades en la práctica es también una responsabilidad primordial. El puesto de presidente del Consejo de la Unión Europea recae en cada reunión celebrada al ministro responsable del Gobierno del Estado miembro que ejerza la presidencia.
La Presidencia del Consejo de la Unión Europea está asistida por una Secretaría General del Consejo, dirigida por un secretario general (actualmente el diplomático danés Jeppe Tranholm-Mikkelsen).

## Trío de presidencias
Desde la presidencia alemana de 2007 se puso en marcha un nuevo sistema de colaboración entre tres presidencias consecutivas para hacer frente al corto plazo de seis meses de la Presidencia. La tarea principal que tiene este equipo es hacer un programa de trabajo que abarque las tres presidencias —es decir, tres semestres— y en el que se integre el programa concreto de cada una de ellas, con una agenda común. Se basa jurídicamente en el artículo 2.4 del Reglamento Interno del Consejo: «Cada 18 meses, las tres Presidencias que vayan a ejercer prepararán, en estrecha cooperación con la Comisión y una vez realizadas las consultas adecuadas, un proyecto de programa de actividades del Consejo para ese período». Además, el Acta Final del Tratado de Lisboa formalizó este procedimiento con unas nuevas reglas que entraron en vigor en 2010, al empezar sus funciones el trío formado por España, Bélgica y Hungría.

## Cronología de las presidencias
| Año  | Semestre | Trío | Presidencia rotatoria | Presidente                                                                                 |
| ---- | -------- | ---- | --------------------- | ------------------------------------------------------------------------------------------ |
| 1958 | Ene-Jun  |      | Bélgica               | Achille van Acker (1 Ene-26 Jun) / Gaston Eyskens (26 Jun-30 Jun)                          |
| 1958 | Jul-Dic  |      | Alemania              | Konrad Adenauer                                                                            |
| 1959 | Ene-Jun  |      | Francia               | René Coty (1 Ene-8 Ene) / Charles de Gaulle (8 Ene-30 Jun)                                 |
| 1959 | Jul-Dic  |      | Italia                | Antonio Segni                                                                              |
| 1960 | Ene-Jun  |      | Luxemburgo            | Pierre Werner                                                                              |
| 1960 | Jul-Dic  |      | Países Bajos          | Jan de Quay                                                                                |
| 1961 | Ene-Jun  |      | Bélgica               | Gaston Eyskens (1 Ene-24 Abr) / Théo Lefèvre (25 Abr-30 Jun)                               |
| 1961 | Jul-Dic  |      | Alemania              | Konrad Adenauer                                                                            |
| 1962 | Ene-Jun  |      | Francia               | Charles de Gaulle                                                                          |
| 1962 | Jul-Dic  |      | Italia                | Amintore Fanfani                                                                           |
| 1963 | Ene-Jun  |      | Luxemburgo            | Pierre Werner                                                                              |
| 1963 | Jul-Dic  |      | Países Bajos          | Jan de Quay (1 Jul-24 Jul) / Victor Marijnen (24 Jul-31 Dic)                               |
| 1964 | Ene-Jun  |      | Bélgica               | Théo Lefèvre                                                                               |
| 1964 | Jul-Dic  |      | Alemania              | Ludwig Erhard                                                                              |
| 1965 | Ene-Jun  |      | Francia               | Charles de Gaulle                                                                          |
| 1965 | Jul-Dic  |      | Italia                | Aldo Moro                                                                                  |
| 1966 | Ene-Jun  |      | Luxemburgo            | Pierre Werner                                                                              |
| 1966 | Jul-Dic  |      | Países Bajos          | Jo Cals (1 Jul-22 Nov) / Jelle Zijlstra (22 Nov-31 Dic)                                    |
| 1967 | Ene-Jun  |      | Bélgica               | Paul Vanden Boeynants                                                                      |
| 1967 | Jul-Dic  |      | Alemania              | Kurt Georg Kiesinger                                                                       |
| 1968 | Ene-Jun  |      | Francia               | Charles de Gaulle                                                                          |
| 1968 | Jul-Dic  |      | Italia                | Giovanni Leone (1 Jul-13 Dic) / Mariano Rumor (13 Dic-31 Dic)                              |
| 1969 | Ene-Jun  |      | Luxemburgo            | Pierre Werner                                                                              |
| 1969 | Jul-Dic  |      | Países Bajos          | Piet de Jong                                                                               |
| 1970 | Ene-Jun  |      | Bélgica               | Gaston Eyskens                                                                             |
| 1970 | Jul-Dic  |      | Alemania              | Willy Brandt                                                                               |
| 1971 | Ene-Jun  |      | Francia               | Georges Pompidou                                                                           |
| 1971 | Jul-Dic  |      | Italia                | Emilio Colombo                                                                             |
| 1972 | Ene-Jun  |      | Luxemburgo            | Pierre Werner                                                                              |
| 1972 | Jul-Dic  |      | Países Bajos          | Barend Biesheuvel                                                                          |
| 1973 | Ene-Jun  |      | Bélgica               | Gaston Eyskens (1 Ene-26 Ene) / Edmond Leburton (26 Ene-30 Jun)                            |
| 1973 | Jul-Dic  |      | Dinamarca             | Anker Jørgensen (1 Jul-19 Dic) / Poul Hartling (19 Dic-31 Dic)                             |
| 1974 | Ene-Jun  |      | Alemania              | Willy Brandt (1 Ene-7 May) / Walter Scheel (7 May-16 May) / Helmut Schmidt (16 May-30 Jun) |
| 1974 | Jul-Dic  |      | Francia               | Valéry Giscard d'Estaing                                                                   |
| 1975 | Ene-Jun  |      | Irlanda               | Liam Cosgrave                                                                              |
| 1975 | Jul-Dic  |      | Italia                | Aldo Moro                                                                                  |
| 1976 | Ene-Jun  |      | Luxemburgo            | Gaston Thorn                                                                               |
| 1976 | Jul-Dic  |      | Países Bajos          | Joop den Uyl                                                                               |
| 1977 | Ene-Jun  |      | Reino Unido           | James Callaghan                                                                            |
| 1977 | Jul-Dic  |      | Bélgica               | Leo Tindemans                                                                              |
| 1978 | Ene-Jun  |      | Dinamarca             | Anker Jørgensen                                                                            |
| 1978 | Jul-Dic  |      | Alemania              | Helmut Schmidt                                                                             |
| 1979 | Ene-Jun  |      | Francia               | Valéry Giscard d'Estaing                                                                   |
| 1979 | Jul-Dic  |      | Irlanda               | Jack Lynch (1 Jul-11 Dic) / Charles Haughey (11 Dic-31 Dic)                                |
| 1980 | Ene-Jun  |      | Italia                | Francesco Cossiga                                                                          |
| 1980 | Jul-Dic  |      | Luxemburgo            | Pierre Werner                                                                              |
| 1981 | Ene-Jun  |      | Países Bajos          | Dries van Agt                                                                              |
| 1981 | Jul-Dic  |      | Reino Unido           | Margaret Thatcher                                                                          |
| 1982 | Ene-Jun  |      | Bélgica               | Wilfried Martens                                                                           |
| 1982 | Jul-Dic  |      | Dinamarca             | Anker Jørgensen (1 Jul-10 Sep) / Poul Schlüter (10 Sep-31 Dic)                             |
| 1983 | Ene-Jun  |      | Alemania              | Helmut Kohl                                                                                |
| 1983 | Jul-Dic  |      | Grecia                | Andreas Papandreou                                                                         |
| 1984 | Ene-Jun  |      | Francia               | François Miterrand                                                                         |
| 1984 | Jul-Dic  |      | Irlanda               | Garret FitzGerald                                                                          |
| 1985 | Ene-Jun  |      | Italia                | Bettino Craxi                                                                              |
| 1985 | Jul-Dic  |      | Luxemburgo            | Jacques Santer                                                                             |
| 1986 | Ene-Jun  |      | Países Bajos          | Ruud Lubbers                                                                               |
| 1986 | Jul-Dic  |      | Reino Unido           | Margaret Thatcher                                                                          |
| 1987 | Ene-Jun  |      | Bélgica               | Wilfried Martens                                                                           |
| 1987 | Jul-Dic  |      | Dinamarca             | Poul Schlüter                                                                              |
| 1988 | Ene-Jun  |      | Alemania              | Helmut Kohl                                                                                |
| 1988 | Jul-Dic  |      | Grecia                | Andreas Papandreou                                                                         |
| 1989 | Ene-Jun  |      | España                | Felipe González                                                                            |
| 1989 | Jul-Dic  |      | Francia               | François Miterrand                                                                         |
| 1990 | Ene-Jun  |      | Irlanda               | Charles Haughey                                                                            |
| 1990 | Jul-Dic  |      | Italia                | Giulio Andreotti                                                                           |
| 1991 | Ene-Jun  |      | Luxemburgo            | Jacques Santer                                                                             |
| 1991 | Jul-Dic  |      | Países Bajos          | Ruud Lubbers                                                                               |
| 1992 | Ene-Jun  |      | Portugal              | Aníbal António Cavaco Silva                                                                |
| 1992 | Jul-Dic  |      | Reino Unido           | John Major                                                                                 |
| 1993 | Ene-Jun  |      | Dinamarca             | Poul Schlüter (1 Ene-25 Ene) / Poul Nyrup Rasmussen (25 Ene-30 Jun)                        |
| 1993 | Jul-Dic  |      | Bélgica               | Jean-Luc Dehaene                                                                           |
| 1994 | Ene-Jun  |      | Grecia                | Andreas Papandreou                                                                         |
| 1994 | Jul-Dic  |      | Alemania              | Helmut Kohl                                                                                |
| 1995 | Ene-Jun  |      | Francia               | François Miterrand (1 Ene-17 May) / Jacques Chirac (17 May-30 Jun)                         |
| 1995 | Jul-Dic  |      | España                | Felipe González                                                                            |
| 1996 | Ene-Jun  |      | Italia                | Lamberto Dini (1 Ene-18 May) / Romano Prodi (18 May-30 Jun)                                |
| 1996 | Jul-Dic  |      | Irlanda               | John Bruton                                                                                |
| 1997 | Ene-Jun  |      | Países Bajos          | Wim Kok                                                                                    |
| 1997 | Jul-Dic  |      | Luxemburgo            | Jean-Claude Juncker                                                                        |
| 1998 | Ene-Jun  |      | Reino Unido           | Tony Blair                                                                                 |
| 1998 | Jul-Dic  |      | Austria               | Viktor Klima                                                                               |
| 1999 | Ene-Jun  |      | Alemania              | Gerhard Schröder                                                                           |
| 1999 | Jul-Dic  |      | Finlandia             | Paavo Lipponen                                                                             |
| 2000 | Ene-Jun  |      | Portugal              | António Guterres                                                                           |
| 2000 | Jul-Dic  |      | Francia               | Jacques Chirac                                                                             |
| 2001 | Ene-Jun  |      | Suecia                | Göran Persson                                                                              |
| 2001 | Jul-Dic  |      | Bélgica               | Guy Verhofstadt                                                                            |
| 2002 | Ene-Jun  |      | España                | José María Aznar                                                                           |
| 2002 | Jul-Dic  |      | Dinamarca             | Anders Fogh Rasmussen                                                                      |
| 2003 | Ene-Jun  |      | Grecia                | Konstantinos Simitis                                                                       |
| 2003 | Jul-Dic  |      | Italia                | Silvio Berlusconi                                                                          |
| 2004 | Ene-Jun  |      | Irlanda               | Bertie Ahern                                                                               |
| 2004 | Jul-Dic  |      | Países Bajos          | Jan Peter Balkenende                                                                       |
| 2005 | Ene-Jun  |      | Luxemburgo            | Jean-Claude Juncker                                                                        |
| 2005 | Jul-Dic  |      | Reino Unido           | Tony Blair                                                                                 |
| 2006 | Ene-Jun  |      | Austria               | Wolfgang Schüssel                                                                          |
| 2006 | Jul-Dic  |      | Finlandia             | Matti Vanhanen                                                                             |
| 2007 | Ene-Jun  | T1   | Alemania              | Angela Merkel                                                                              |
| 2007 | Jul-Dic  | T1   | Portugal              | José Socrates                                                                              |
| 2008 | Ene-Jun  | T1   | Eslovenia             | Janez Janša                                                                                |
| 2008 | Jul-Dic  | T2   | Francia               | Nicolas Sarkozy                                                                            |
| 2009 | Ene-Jun  | T2   | República Checa       | Mirek Topolánek (1 Ene-8 May) / Jan Fischer (8 May-30 Jun)                                 |
| 2009 | Jul-Dic  | T2   | Suecia                | Fredrik Reinfeldt                                                                          |
| 2010 | Ene-Jun  | T3   | España                | José Luis Rodríguez Zapatero                                                               |
| 2010 | Jul-Dic  | T3   | Bélgica               | Yves Leterme                                                                               |
| 2011 | Ene-Jun  | T3   | Hungría               | Viktor Orbán                                                                               |
| 2011 | Jul-Dic  | T4   | Polonia               | Donald Tusk                                                                                |
| 2012 | Ene-Jun  | T4   | Dinamarca             | Helle Thorning-Schmidt                                                                     |
| 2012 | Jul-Dic  | T4   | Chipre                | Dimítris Christófias                                                                       |
| 2013 | Ene-Jun  | T5   | Irlanda               | Enda Kenny                                                                                 |
| 2013 | Jul-Dic  | T5   | Lituania              | Dalia Grybauskaitė                                                                         |
| 2014 | Ene-Jun  | T5   | Grecia                | Antonis Samaras                                                                            |
| 2014 | Jul-Dic  | T6   | Italia                | Matteo Renzi                                                                               |
| 2015 | Ene-Jun  | T6   | Letonia               | Laimdota Straujuma                                                                         |
| 2015 | Jul-Dic  | T6   | Luxemburgo            | Xavier Bettel                                                                              |
| 2016 | Ene-Jun  | T7   | Países Bajos          | Mark Rutte                                                                                 |
| 2016 | Jul-Dic  | T7   | Eslovaquia            | Robert Fico                                                                                |
| 2017 | Ene-Jun  | T7   | Malta                 | Joseph Muscat                                                                              |
| 2017 | Jul-Dic  | T8   | Estonia               | Jüri Ratas                                                                                 |
| 2018 | Ene-Jun  | T8   | Bulgaria              | Boiko Borísov                                                                              |
| 2018 | Jul-Dic  | T8   | Austria               | Sebastian Kurz                                                                             |
| 2019 | Ene-Jun  | T9   | Rumania               | Viorica Dăncilă                                                                            |
| 2019 | Jul-Dic  | T9   | Finlandia             | Antti Rinne (1 Jul-10 Dic) / Sanna Marin (10 Dic-31 Dic)                                   |
| 2020 | Ene-Jun  | T9   | Croacia               | Andrej Plenković                                                                           |
| 2020 | Jul-Dic  | T10  | Alemania              | Angela Merkel                                                                              |
| 2021 | Ene-Jun  | T10  | Portugal              | António Costa                                                                              |
| 2021 | Jul-Dic  | T10  | Eslovenia             | Janez Janša                                                                                |
| 2022 | Ene-Jun  | T11  | Francia               | Emmanuel Macron                                                                            |
| 2022 | Jul-Dic  | T11  | República Checa       | Petr Fiala                                                                                 |
| 2023 | Ene-Jun  | T11  | Suecia                | Ulf Kristersson                                                                            |
| 2023 | Jul-Dic  | T12  | España                | Pedro Sánchez                                                                              |
| 2024 | Ene-Jun  | T12  | Bélgica               | Alexander De Croo                                                                          |
| 2024 | Jul-Dic  | T12  | Hungría               | Viktor Orbán                                                                               |
| 2025 | Ene-Jun  | T13  | Polonia               | Donald Tusk                                                                                |
| 2025 | Jul-Dic  | T13  | Dinamarca             | Mette Frederiksen                                                                          |
| 2026 | Ene-Jun  | T13  | Chipre                |                                                                                            |
| 2026 | Jul-Dic  | T14  | Irlanda               |                                                                                            |
| 2027 | Ene-Jun  | T14  | Lituania              |                                                                                            |
| 2027 | Jul-Dic  | T14  | Grecia                |                                                                                            |
| 2028 | Ene-Jun  | T15  | Italia                |                                                                                            |
| 2028 | Jul-Dic  | T15  | Letonia               |                                                                                            |
| 2029 | Ene-Jun  | T15  | Luxemburgo            |                                                                                            |
| 2029 | Jul-Dic  | T16  | Países Bajos          |                                                                                            |
| 2030 | Ene-Jun  | T16  | Eslovaquia            |                                                                                            |
| 2030 | Jul-Dic  | T16  | Malta                 |                                                                                            |

Durante los turnos españoles la jefatura del estado estuvo a cargo de Juan Carlos I (hasta 2014) y después Felipe VI, con la presidencia del gobierno en manos de Felipe González (1989 y 1995), Aznar (2002), Zapatero (2010) y Pedro Sánchez (2023).

## Consejo Europeo
Independiente del Consejo de la Unión Europea existe también el Consejo Europeo, que se reúne en las conocidas como «cumbres europeas» o «reuniones en la cumbre», de carácter trimestral. La tarea del presidente del Consejo Europeo ya no es realizada por el jefe de Gobierno o jefe de Estado del Estado miembro que ejerza la presidencia. Desde la entrada en vigor del Tratado de Lisboa, el presidente del Consejo Europeo se elige por mayoría cualificada por un período de dos años y medio, renovables una sola vez. António Costa es el presidente actual del Consejo Europeo desde el 1 de diciembre de 2024.
El presidente es el responsable de preparar y presidir las reuniones y los trabajos del Consejo Europeo, promoviendo el consenso en su seno y procurando la adopción de acuerdos; ostenta asimismo la máxima representación de la Unión en las relaciones internacionales, en el marco de la Política Exterior y de Seguridad Común. El presidente no dispone de poderes ejecutivos directos. El Consejo Europeo es una institución enteramente distinta del Consejo de la Unión Europea.